# Desa Kalembundaramane
Desa Kalembundaramane är en administrativ by i Indonesien.   Den ligger i provinsen Nusa Tenggara Timur, i den södra delen av landet, 1 400 km öster om huvudstaden Jakarta. Desa Kalembundaramane ligger på ön Pulau Sumba.